# Mosaïque FM
Mosaïque FM ist ein privater tunesischer Radiosender (Karthago group) mit Sitz in Tunis.
Er sendet in Frequenzmodulation (FM) auf den UKW-Frequenzen 92,9 MHz für die Halbinsel Cap Bon, auf 94,9 MHz für die Stadt Tunis, auf 90,3 MHz für die nördlichen Vororte von Tunis und auf 88,9 MHz für den Großraum Hammamet sowie als Webradio.
Hauptbestandteile des Programms sind sowohl arabische, als auch europäische Hits aus den Popcharts, traditionelle tunesische Musik sowie zahlreiche Wortbeiträge zu Themen aus Tunesien und der arabischen Welt. Die Moderation erfolgt in tunesisch-arabischer Sprache.